# Haematopota qionghaiensis
Haematopota qionghaiensis är en tvåvingeart som beskrevs av Xu 1980. Haematopota qionghaiensis ingår i släktet Haematopota och familjen bromsar. Inga underarter finns listade i Catalogue of Life.